# Rostbröstad pipare
Rostbröstad pipare (Zonibyx modestus) är en fågel i familjen pipare som förekommer i södra Sydamerika. Den häckar på kortvuxen gräsmark inåt land. IUCN kategoriserar den som livskraftig.

## Utseende och läte

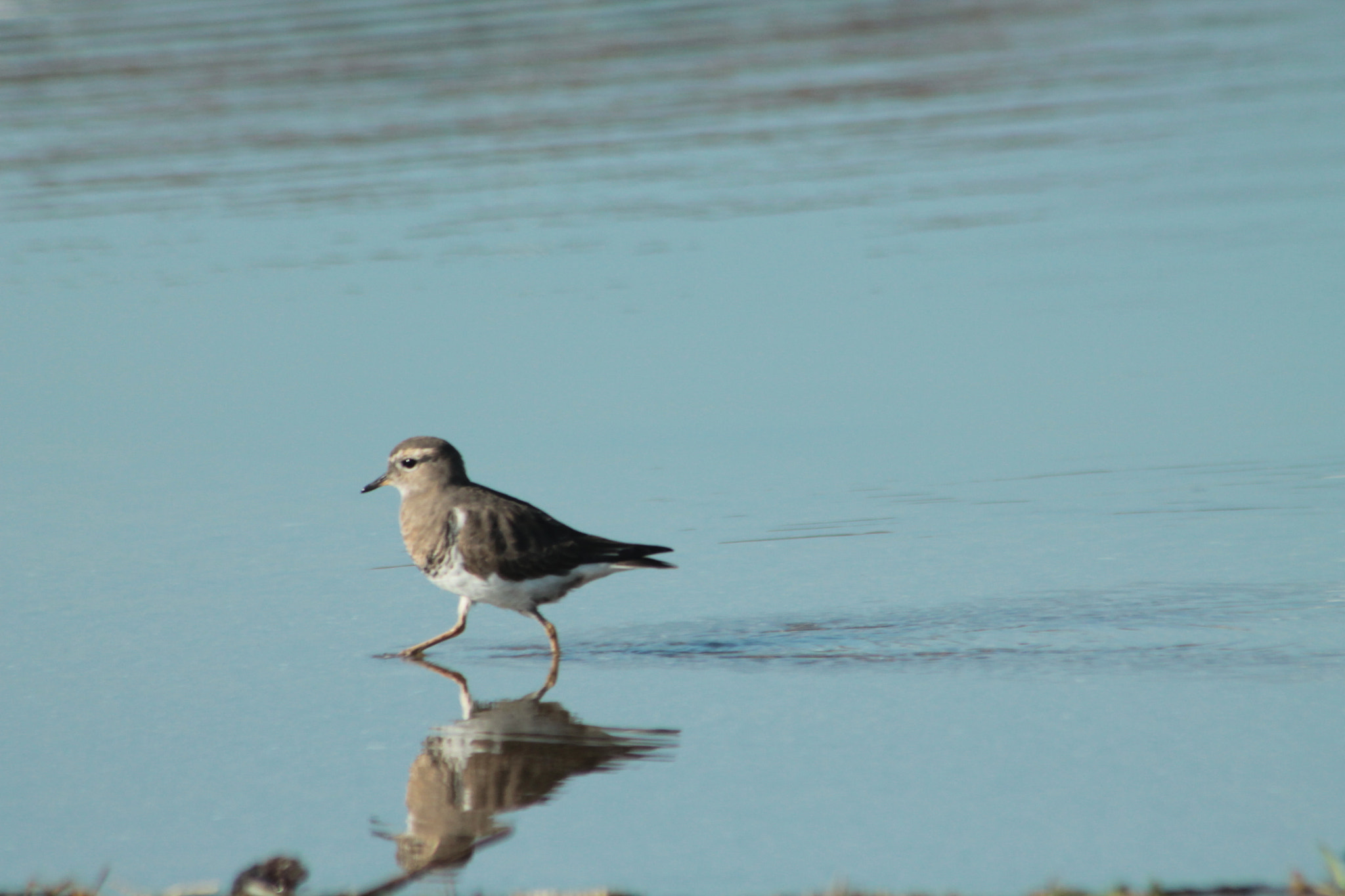

Rostbröstad pipare är en medelstor (19–22 cm) pipare med distinkt häckningsdräkt. Den har rostfärgat bröst, vit buk och ett svart band däremellan. Huvudet är prydligt tecknat med vitt ögonbrynsstreck, svart hjässa och grått ansikte. Utanför häckningstid är den mycket mer färglös, där grått, rostrött och svart ersatts av brunt. I flykten hörs ett mjukt, tvåstavigt "peeeu-dip", ibland förkortat till "peeu".

## Utbredning och systematik
Fågeln häckar på Eldslandet och Falklandsöarna, och övervintrar så långt norrut som till sydöstra Brasilien. Den behandlas som monotypisk, det vill säga att den inte delas in i några underarter.

### Släktestillhörighet
Rostbröstad pipare placeras traditionellt i släktet Charadrius. Flera genetiska studier visar dock att den endast är avlägset släkt och är istället systerart till den säregna diadempiparen. Clements m.fl. flyttade därför 2023 arten till ett eget släkte, Zonibyx. 

## Levnadssätt
Rostbröstad pipare häckar huvudsakligen i inlandet på kortvuxen gräsmark, från havsnivån till 2 000 meters höjd. Den lever av insekter, insektslarver, kräftdjur, mollusker och växtmaterial som alger. Fågeln lägger ägg mellan oktober och november, sällsynt i januari. Boet placeras helt öppet. Sydliga häckfåglar flyttar norrut i mars–april och återkommer i augusti–september.

## Status och hot
Arten har ett stort utbredningsområde och en stor population med okänd utveckling. Utifrån dessa kriterier kategoriserar IUCN arten som livskraftig (LC).

## Namn
Fågelns vetenskapliga artnamn modestus är latin för "anspråkslös" eller "modest". Den har på svenska även kallats rostbröstpipare och rostbröstad strandpipare.